# Leverone
Leverone is een plaats (frazione) in de Italiaanse gemeente Borghetto d'Arroscia.